# Choplifter

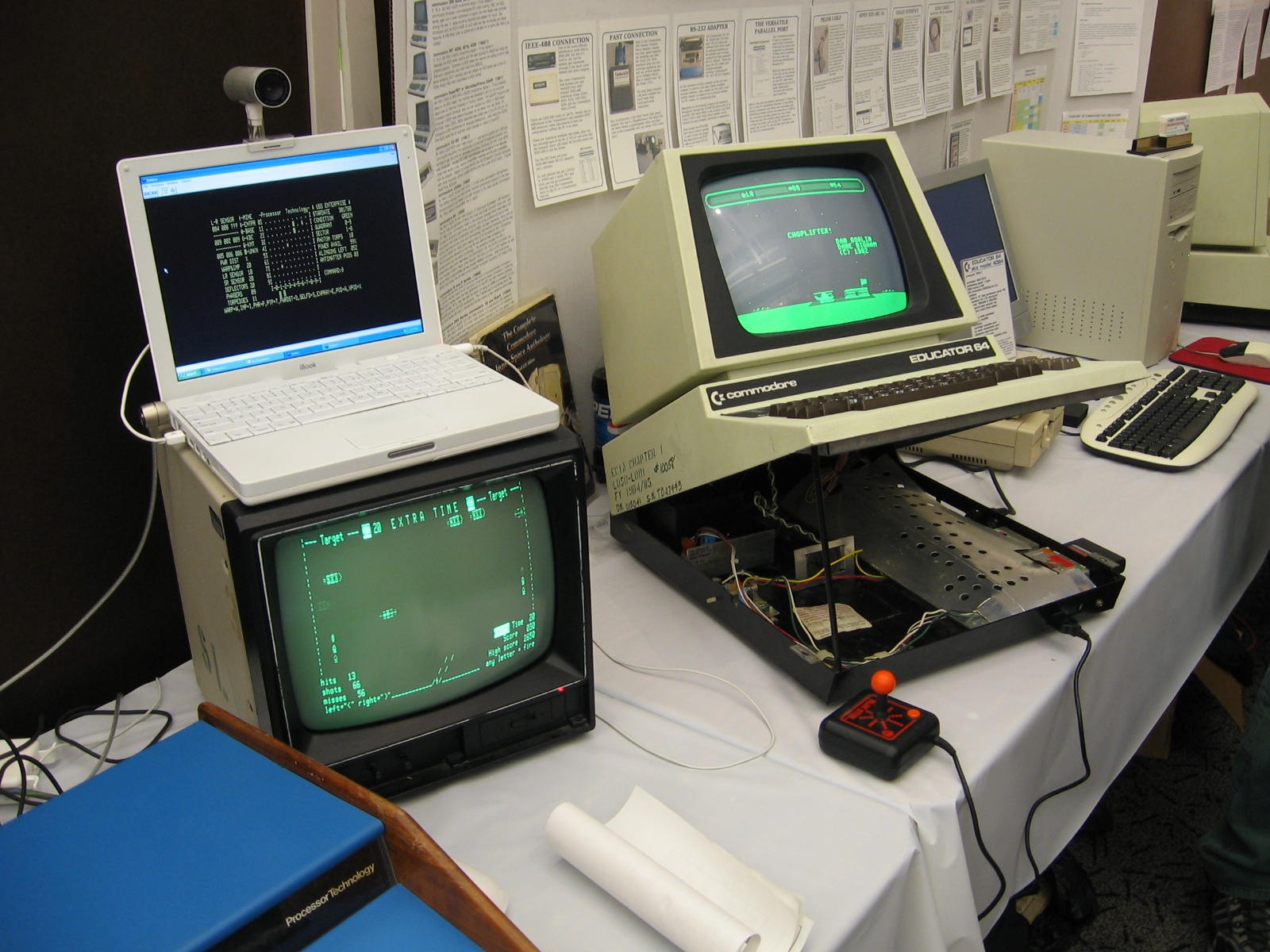
Choplifter auf einem geöffneten Educator 64 (rechts)

Choplifter ist ein Computerspiel, das 1982 von Dan Gorlin entwickelt und von Brøderbund zunächst für den Apple II veröffentlicht wurde. Choplifter zählt zu der Minderheit von Spielen, die zunächst auf einem Heimcomputer erschienen und später in der Spielhalle veröffentlicht wurden. Ein weiteres Spiel, das auf diese Weise auf den Markt kam, war Lode Runner.
Choplifter war auf dem Markt der Videospiele sehr erfolgreich und wurde daher auch auf die gängigsten Systeme portiert. Bis April 1983 wurden allein die Diskettenversionen für Apple II und Atari 400/800 etwa 60.000 mal verkauft.

## Spielbeschreibung
Der Spieler muss Kriegsgefangene retten, indem er diese mit einem Hubschrauber aufsammelt und bei einer nahen Basis wieder absetzt. Maximal können 16 Personen auf einmal transportiert werden. Als Gegner gibt es Panzer und Flugzeuge, die der Spieler abschießen kann. Es gibt leichte Unterschiede zwischen den einzelnen Portierungen des Spiels. In einigen Versionen können maximal 64 UN-Delegierte gerettet werden, in anderen Versionen nur 8 Personen den Hubschrauber gleichzeitig besteigen. Manchmal kommen Drohnen-Luftminen als zusätzliche Gegner vor. Der Hubschrauber kann horizontal nach links und rechts fliegen, als auch mit Sicht nach vorn. Pro Runde müssen mindestens 20 Geiseln befreit werden, in der SEGA-Master-System-Version 40.

## Heimcomputer-Version 1982
Die Heimcomputer-Versionen hatten hardwarebedingt meist nur 16 Farben und lediglich ein Szenario. Die Commodore-VC-20-Version war sogar nur Monochrom in Gelb gehalten. Bei der Apple-II-Version muss der Hubschrauber auch vorsichtiger gelandet werden.
Ein ähnliches Spiel ist Fort Apocalypse (Synapse Software, 1982).

## Arcade-Version 1985
Erst 1985 wurde das Arcade-Spiel von Sega hergestellt. Neben der wesentlich besseren Grafik (Parallax-Scrolling und große Farbpalette), gab es auch verschiedene Szenarien. Neben einer Wüsten-Umgebung gab es noch eine Meer-, eine Höhlen- und ein Stadt-Mission. Auch Hintergrundmusik und eine Sprach-Ausgabe waren in das Spiel eingebaut. Nur drei Arcade-Spiele waren im Jahre 1985 erfolgreicher als Choplifter.

### Technische Daten
- 2 Z80-Prozessoren (@ 4 MHz)
- 2 Sound-Chips SN76496
- 256 × 224 Pixel (4/3)
- Farbpalette: 1536
- 8-Wege-Joystick; 2 Knöpfe

## Fehler im Spiel
Das Original-Apple-Spiel (und vielleicht auch andere Versionen des Spiels auf anderen Plattformen) enthalten einen Spielzug, den man auch als einen Fehler (Bug) im Spiel betrachten kann: Im Spiel ist es möglich, eine Situation zu erzeugen, bei der es kein Spielende gibt. Die Flüchtlinge laufen normalerweise im Spiel in Richtung des Hubschraubers, wenn er landet. Wenn der Hubschrauber startet, bevor die Flüchtlinge an Bord kommen können und dann wieder etwas weiter entfernt in Richtung der Rettungsstation landet, so können die Flüchtlinge langsam zur Rettungsstation zurückgeführt werden. Mit einer ganzen Reihe dieser „Sprünge“ des Helikopters rennen die Flüchtlinge schließlich wieder in die Station, ohne dass dabei ein Punkt gezählt wird. Somit endet das Spiel nicht, außer wenn der Helikopter zerstört wird.

## Nachfolger
- Choplifter II (Game Boy, 1991)
- Choplifter III (Game Boy, SNES, 1993)
- Raid on Bungeling Bay (C64)

Alle Spiele handeln im fiktiven Bungeling Imperium. Ein weiteres Spiel mit Gegnern dieses Ortes ist Lode Runner.

## Portierungen
- Atari 5200 (1984)
- Sega SG-1000 (1985)
- Atari 7800 (1987)
- ColecoVision (1984)
- Nintendo Entertainment System (1986)
- Atari XEGS
- Sega Master System (1986)
- Commodore 64 (1982)
- VC 20 (1982)
- TI-99/4A
- MSX (1985)
- PC DOS zahlreiche verschiedene Versionen (oft Shareware)
- Game Boy als Choplifter II (1991)
- Sega Game Gear als Choplifter III (1993)
- Super Nintendo Entertainment System als Choplifter III (1994)

## Rezeption
Das US-Magazin Computer Gaming World wertete, dass Choplifter über „die besten animierten 3D-Grafiken“ auf dem Apple II verfüge und darüber hinaus ein völlig neuartiges Spielprinzip biete. Auch die Animationen der zu rettenden bzw. geretteten Geiseln seien „herausragend“.